# 能勢之彦
能勢 之彦（のせ ゆきひこ、1932年5月7日 - 2011年10月13日）は、日本の医師および医学者、医学博士。ベイラー医科大学元教授。グレーター・ヒューストン日本人会元会長。

## 来歴
- 北海道生まれ。少年期を岩見沢市で過ごす。
- 1957年、北海道大学医学部卒業。
  - その後、北海道大学付大学属病院第一外科、東京大学機械工学研究室に在籍。
- 1962年、北海道大学大学院医学研究科博士課程修了。
  - 同年 渡米し、マイモネデスメディカルセンター外科学研究生。
- 1964年、アメリカ最大法人病院 クリーブランド・クリニック人工臓器部門特別研究生。
- 1968年、クリーブランド・クリニック部長。
- 1972年、クリーブランド・クリニック人工臓器部門研究所長。
- 1985年、国際人工臓器学会会長。
- 1987年、名誉所長。
- 1989年、ベイラー医科大学教授。
- 2004年、瑞宝中綬章を授与される[2]。
- 2007年、グレーター・ヒューストン日本人会会長。
  - この他、国際人工臓器学会理事長・国際人工臓器移植センター長・アメリカ国立衛生研究所（NIH）顧問・アメリカ人工臓器学会理事なども歴任した。
- 2011年10月13日、テキサス州ヒューストン市内の病院で死去。79歳没[3]。

## 研究分野
心臓外科学を対象とし、特に人工心臓や人工臓器が専門。

## 家族
弟は、元岩見沢市市長で自治省官僚だった能勢邦之、元北海道大学教授で刑事訴訟法学者の能勢弘之。なお、岩見沢市長選で落選をした能勢邦之にアメリカ・ベイラー大学の教授職を紹介したという。

## 受賞歴
- アメリカ生体材料学会クレムソン賞
- 国際人工臓器学会クリーブランド賞
- マイモネデスメディカルセンター特別教育賞
- ギボン賞
- アメリカ血液学会特別賞
- 瑞宝中綬章